# Camocim de São Félix
Camocim de São Félix este un oraș în Pernambuco (PE), Brazilia.